# Im Sang-soo
Im Sang-soo (* 27. April 1962 in Seoul) ist ein südkoreanischer Filmregisseur. Er studierte Soziologie an der Yonsei University. 1989 begann seine erste Arbeit im Film als Regieassistent von Park Jong-won bei Kuro Arirang. Er ist vor allem durch die sexuellen Konzepte in seinen Filmen bekannt.

## Filmografie
- 1998: Girls’ Night Out (처녀들의 저녁식사 Cheonyeodeul-ui Jeonyeoksiksa)
- 2002: Tears (눈물 Nunmul)
- 2003: Eine Familie geht fremd (바람난 가족 Baramnan Gajok)
- 2005: The President’s Last Bang (그때 그사람들 Geuddae Geu Saramdeul)
- 2006: The Old Garden (오래된 정원 Oraedoen Jeongwon)
- 2010: Das Hausmädchen
- 2012: Taste of Money (돈의 맛 Don-ui Mat)
- 2014: Rio, I Love You (Rio, Eu Te Amo)
- 2015: Intimate Enemies (나의 절친 악당들 Na-ui Jeolchin Akdangdeul)